# Onmogelijke drie-eenheid

De onmogelijke drie-eenheid of het "trilemma" schetst een driehoek waarin twee van de drie beleidsbeslissingen mogelijk zijn. Als een land bijvoorbeeld zou kiezen voor keuze a, dan impliceert dit de keuze voor een vaste wisselkoers en vrij kapitaalverkeer; de consequentie van deze keuze zou echter het verlies van monetaire soevereiniteit zijn; zo verder voor keuzes b en c.

De onmogelijke drie-eenheid (ook wel bekend als het trilemma van het wisselkoersregime en het macro-economisch trilemma) is een trilemma in de internationale economie, waarin wordt gesteld dat het voor de regering in een land onmogelijk en dus onverstandig is om in een economie alle drie de onderstaande beleidsdoelen op hetzelfde moment na te streven: 
- Een vaste wisselkoers
- Vrije kapitaalstromen (afwezigheid van kapitaalbeperkingen).
- Een onafhankelijke monetaire politiek.

Het is zowel een hypothese die zich baseert op conditie van de ongedekte rentevoetpariteit als ook een bevinding uit empirische studies, waar regeringen, die hebben geprobeerd om alle drie de bovenstaande beleidsdoelen tegelijkertijd na te streven, allen hebben gefaald.